# Asura manusi
Asura manusi är en fjärilsart som beskrevs av Rothschild 1916. Asura manusi ingår i släktet Asura och familjen björnspinnare. Inga underarter finns listade i Catalogue of Life.